# مکدوئل، کالیفرنیا
مکدوئل (به انگلیسی: Macdoel) یک منطقهٔ مسکونی در ایالات متحده آمریکا است که در شهرستان سیسکیو، کالیفرنیا واقع شده‌است. مکدوئل ۰٫۳۸۴ کیلومتر مربع مساحت و ۱۳۳ نفر جمعیت دارد و ۱٬۲۹۶ متر بالاتر از سطح دریا واقع شده‌است.